# هوکون بروسون
هوکون بروسون (انگلیسی: Håkon Brusveen؛ (زادهٔ ۱۵ ژوئیهٔ ۱۹۲۷ – درگذشتهٔ ۲۱ آوریل ۲۰۲۱) ورزشکار اسکی صحرانوردی اهل نروژ بود.
وی در مسابقات کشوری و بین‌المللی در مجموع برندهٔ ۱ مدال طلا، ۱ مدال نقره شده‌است.
بروسون در ۲۱ آوریل ۲۰۲۱ در سن ۹۳ سالگی در لیلهامر درگذشت.